# Geldoff
Geldoff es un personaje ficticio en Marvel Comics que apareció por primera vez en Ultimate Spider-Man #40 del Universo de Ultimate Marvel (julio de 2003), escrito por Brian Michael Bendis con dibujos de Mark Bagley. Geldoff fue llevado al Universo Marvel principal por Dan Slott y Christos N. Gage en Avengers: The Initiative #8 (febrero de 2008) donde se le dio el nombre en clave Protón.

## Biografía del personaje ficticio
Geldoff fue un huérfano latveriano con quien se experimentó en el útero. Mientras estaba borracho en una fiesta, Geldoff hizo estallar coches al azar con sus poderes. Consciente del alboroto de Geldoff, Spider-Man enfrentó al joven, denunciando su comportamiento irresponsable. Cuando la policía llegó, Spider-Man se fue, y Geldoff se aferró a la espalda de su traje como Spider-Man se alejaba.
Spider-Man de nuevo trató de hacer darse cuenta a Geldoff de lo irresponsable que había sido. Spider-Man trató de convencerlo de utilizar sus habilidades para ayudar a la gente, pero Geldoff no podía ver por qué. Cuando Spider-Man se detuvo para frustrar un robo en una tienda de abajo, Geldoff hizo estallar un vehículo fuera de la tienda, hiriendo a los de adentro de manera indiscriminada. Geldoff creía que había realizado una buena acción, y se sorprendió cuando un enfurecido Spider-Man lo atacó. Geldoff airadamente amenazó con usar sus poderes directamente sobre el héroe, pero fue interrumpido por la llegada de la Patrulla X. Enfrentado por los mutantes, Geldoff se desmayó.
Geldoff fue llevado de vuelta a su mansión para examinarlo. Despertando en un pánico en el camino, Geldoff voló el costado del avión. Más tarde, en la mansión, el Profesor Xavier telepáticamente sedó a Geldoff y determinó sus orígenes experimentales. Horrorizado, Xavier decidió presentar a Geldoff a las organizaciones científicas y a las Naciones Unidas como prueba de la investigación genética inmoral e ilegal. Spider-Man se dirigió a casa, pero no antes de que el aturdido Geldoff se disculpara por amenazarlo.

## Poderes y habilidades
Geldoff puede generar y descargar bolas de energía explosiva. Se desconoce cómo este poder afecta el tejido vivo, pues aún tiene que usarlo en algo orgánico. El propio Geldoff parece inmune a la energía. Su homólogo de la Tierra 616 tiene los mismos poderes.

## Otras versiones

### Tierra 616
Geldoff fue introducido en la Tierra 616 (el Universo Marvel central) por los escritores Dan Slott y Christos N. Gage junto con el artista Stefano Caselli, como un recluta de la Iniciativa de los Cincuenta Estados en Avengers: The Initiative #8 (febrero de 2008) que llega al centro de entrenamiento del Campamento Hammond durante la edición. Geldoff es visto en el siguiente volumen con el nombre en clave Protón durante un ejercicio de entrenamiento de combate cuando el clon de MVP, KIA ataca. A raíz de la historia "Killed In Action", Protón es uno de los reclutas que presenta las cenizas de un difunto Amo de los Dragones a su familia.
Haciendo su primera aparición fuera de Avengers The Initiative, Protón aparece luchando contra una invasión Skrull de Nueva York en Secret Invasion #3. Es uno de los personajes que se muestran siendo asesinados durante esta edición, una escena posterior repetida en Avengers: the Initiative #16. El escritor principal de Secret Invasion Brian Michael Bendis comentó la muerte de Protón diciendo que le había preguntado a Dan Slott qué personaje podía matar, y declaró que Slott había construido personajes para este propósito exacto.

## En otros medios

### Videojuegos
- En Ultimate Spider-Man, en un lado de las escaleras principales de Midtown High School está escrito Geldoff Rules!!! (Geldoff Manda).